# Hermann zu Dohna-Finckenstein

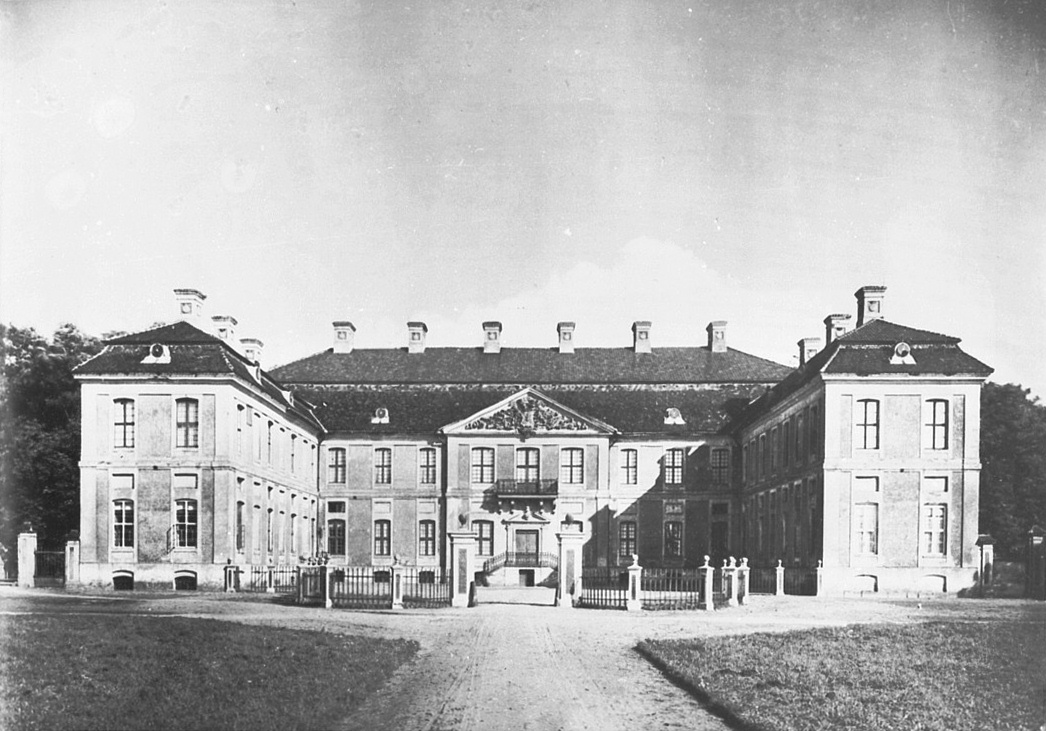
Schloss Finckenstein, Fotografie vor 1941

Hermann Werner Rodrigo Heinrich Friedrich Donatus Burggraf und Graf zu Dohna-Finckenstein (* 10. Oktober 1894 in Allenstein; †  13. Dezember 1942 auf Schloss Finckenstein, Kreis Rosenberg in Westpreußen) war ein deutscher Rittergutsbesitzer und Politiker (NSDAP). 
Seine Eltern waren Carl Burggraf und Graf zu Dohna-Schlobitten (* 1857; † 1941) und Elsa, geborene Gräfin von der Schulenburg-Tressow (* 1867; † 1938). Hermann zu Dohna-Finckenstein war Leutnant der Reserve im Dragoner-Regiment Nr. 2. Er war kurz nach dem Tod des Vaters Gutsbesitzer auf Finckenstein-Brunau und Betriebsführer des Erbhofes Finckenstein und der Güter Groß-Liebenau und Brunau.
1916 heiratete Dohna-Finckenstein in Dresden seine Clotilde von Forcade de Biaix, Tochter des Rittmeister Fritz von Forcade de Biaix und der Irma Freiin von Tauchnitz. Clotilde wuchs in Potsdam auf, dem Regimentstandort des Vaters, und auf Schloss Stülpe südlich von Berlin, welches der Vater auf zwölf Jahre gepachtet hatte, ohne den dazugehörigen Forstbesitz. Später erbten die Eltern das kleine Gut Reckenberg bei Kassel. Das Ehepaar Dohna-Finckenstein hatte eine Tochter Elisabeth-Marianna, verheiratet mit Reinhold von der Wickerau, Graf von Krockow, und einen Sohn, Alfred Graf Dohna (* 1917; † 1988), Erbe auf Finckenstein.
Zum 1. November 1931 trat er in die NSDAP ein (Mitgliedsnummer 808.228), er schloss sich auch der SS an (SS-Nummer 102.880). Am 10. März 1934 wurde er SS-Sturmführer und diente damals als Leiter des Reserve-Sturmbanns der SS-Standarte 64. Diese Einheit war in Marienwerder in Westpreußen ansässig. Am 20. April 1935 wurde er zum SS-Obersturmführer, am 16. Juni 1935 zum SS-Hauptsturmführer und am 12. September 1937 zum SS-Sturmbannführer befördert. Zuletzt war er SS-Obersturmbannführer. Ende 1933 wurde er von Hermann Göring in den Preußischen Staatsrat berufen, dem er bis zu seinem Tod angehörte. 1934 wurde er Preußischer Provinzialrat der Provinz Ostpreußen und Leiter der Abteilung für Privatforsten der Landesbauernschaft Danzig-Westpreußen. Hermann zu Dohna-Finckenstein war Mitglied des Aufsichtsrates der Zuckerfabrik Riesenburg und Mitglied des Danziger Beirates der Deutschen Bank.